# Jissen-Frauenuniversität

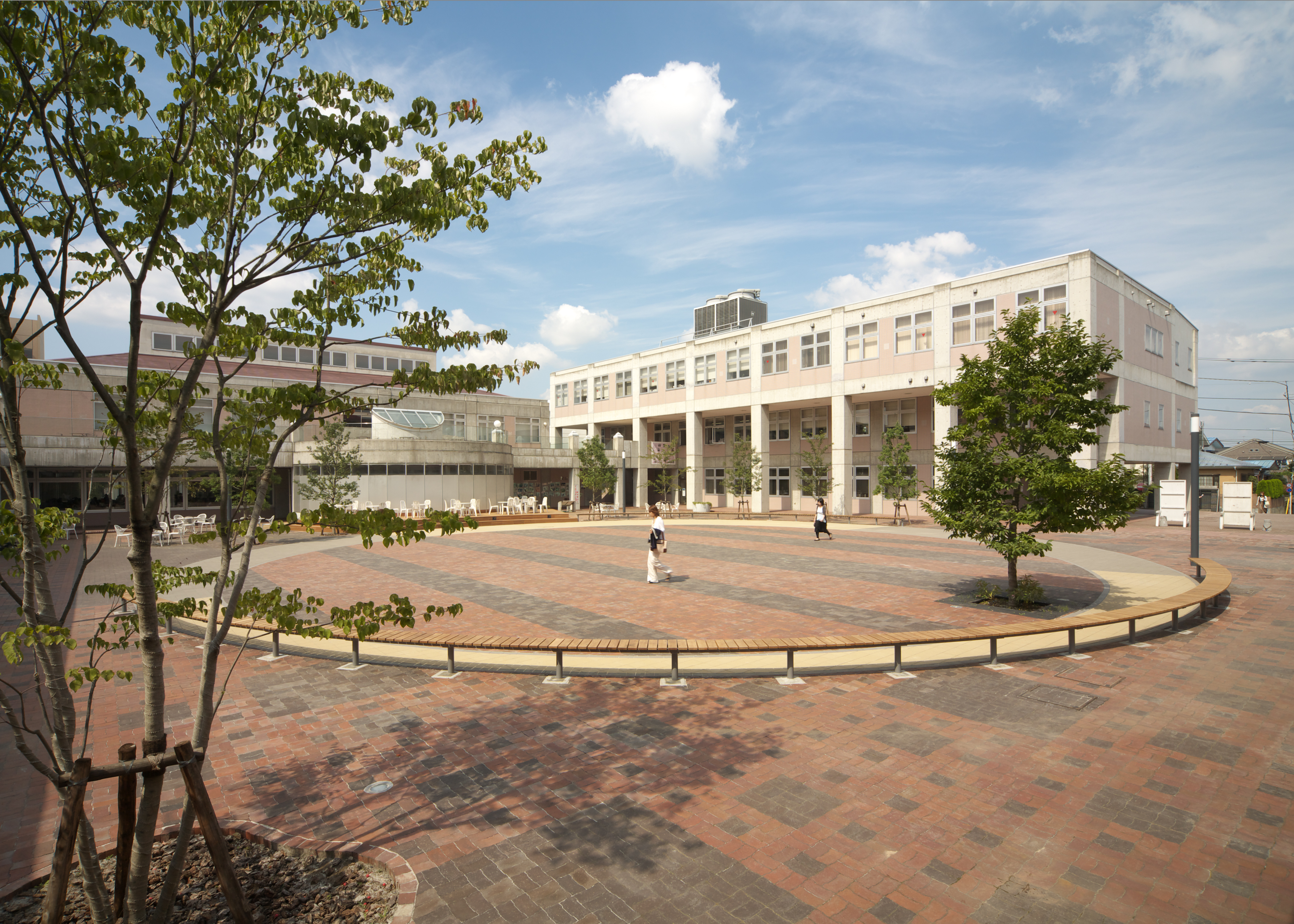
Jissen Frauenuniversität

Jissen-Frauenuniversität (japanisch 実践女子大学 Jissen joshi daigaku, dt. etwa „Praxis-/Praktiker-Frauenuniversität“) ist eine private, japanische Hochschule für Frauen in Hino und Shibuya, in der Präfektur Tokio.

## Geschichte
Die japanische Pädagogin Utako Shimoda gründete 1899 die Jissen Mädchenschule, damals eine fortschrittliche Bildungseinrichtung für junge Frauen mit dem Motto „Wenn Frauen die Gesellschaft verändern, verändern sie die Welt.“ 1908 fusionierte diese höhere Schule mit dem ebenfalls von ihr gegründeten Mädchen Polytechnikum. Die Schulgebäude wurden während des Zweiten Weltkriegs 1945 zerstört und als Jissen Women´s College neu gegründet. 1949 entstand daraus die Frauenuniversität Jissen.
1965 wurde der Campus in Hino eröffnet, 49 Jahre später der Campus in Shibuya. Heutiger Präsident der Universität ist Masanori Namba.
Seit 2014 wird im Shibuya-Campus das Kosetsu Memorial Museum (englisch für das 香雪記念資料館 Kōsetsu kinen shiryōkan; Kōsetsu von Shimodas Künstlername) betrieben, das Exponate, die in Zusammenhang mit der Universitätsgründerin Utako Shimoda stehen, zeigt. Dort werden auch Ausstellungen zur Vorstellung kultureller Aktivitäten von Frauen veranstaltet.
2022 konnte die Jissen-Universität mit 94,7 % der Abgängerinnen eine für Japan hohe Beschäftigungsquote nach dem Studium vorweisen. Sie belegte landesweit den 11. Platz aller Universitäten. Begründet wird dieser Erfolg mit der Tatsache, dass alle Studentinnen individuell gefördert werden und dazu angehalten sind, sich auch während des Studiums in der Praxis zu bewähren.

## Studiengänge
Die Jissen Universität vereint mehrere Fakultäten, ein Junior Collage und eine Graduate School für Master- und Doktorstudiengänge unter einem Dach. In der geisteswissenschaftlichen Fakultät werden die Fächer japanische Literatur, Englisch sowie Ästhetik und Kunstgeschichte angeboten. Die Fakultät für „Human Life Science“ bietet die Fächer Ernährungs- und Gesundheitswissenschaften, Umweltwissenschaften, Wissenschaft und Kunst sowie „Studies on Lifestyle Management“ an. In der sozialwissenschaftlichen Fakultät gibt es die Fächer Geistes- und Sozialwissenschaften sowie Studien der modernen Gesellschaft. Diese Studienfächer können zum Teil in der Graduate School in einem Masterstudiengang vertieft werden. Masterabschlüsse werden angeboten in japanischer Literatur, englischer Literatur, Kunstgeschichte, Ernährungs- und Gesundheitswissenschaften sowie als Master der „Human Environmental Sciences“ in Umweltwissenschaften, Geistes- und Sozialwissenschaften. Die postgraduierten Ph.D.-Studiengänge können an der Jissen Universität in japanischer Literatur, englischer Literatur, Kunstgeschichte und Ernährungs- und Gesundheitswissenschaften belegt werden.
2015 besuchten 3964 Studentinnen die Universität.

### Austauschprogramme
Die Frauenuniversität Jissen unterhält internationale Austauschprogramme mit folgenden Universitäten:
- University of the Fraser Valley (Kanada)
- Zuyd Hogeschool (Niederlande)
- Dankook University (Südkorea)
- Communication University of China (Volksrepublik China)
- Ming Chuan University (Taiwan)
- Kyung-in Women’s University (Südkorea)

Ausländische Studienbewerberinnen müssen eine Zulassungsprüfung bestehen. Das Studium ist ausschließlich auf Japanisch.